# 扎盧奇亞 (喬爾特基夫區)
48°44′30″N 26°13′56″E / 48.74167°N 26.23222°E
扎盧奇亞（烏克蘭語：Залуччя），是烏克蘭的村落，位於該國西部捷爾諾波爾州，由喬爾特基夫區負責管轄，處於茲布魯奇河畔，分別距離韋爾比夫卡1.5公里和尼夫拉2.5公里，面積1.37平方公里，海拔高度195米，2001年人口224。